# Judge (magazine)
Pour les articles homonymes, voir Judge.

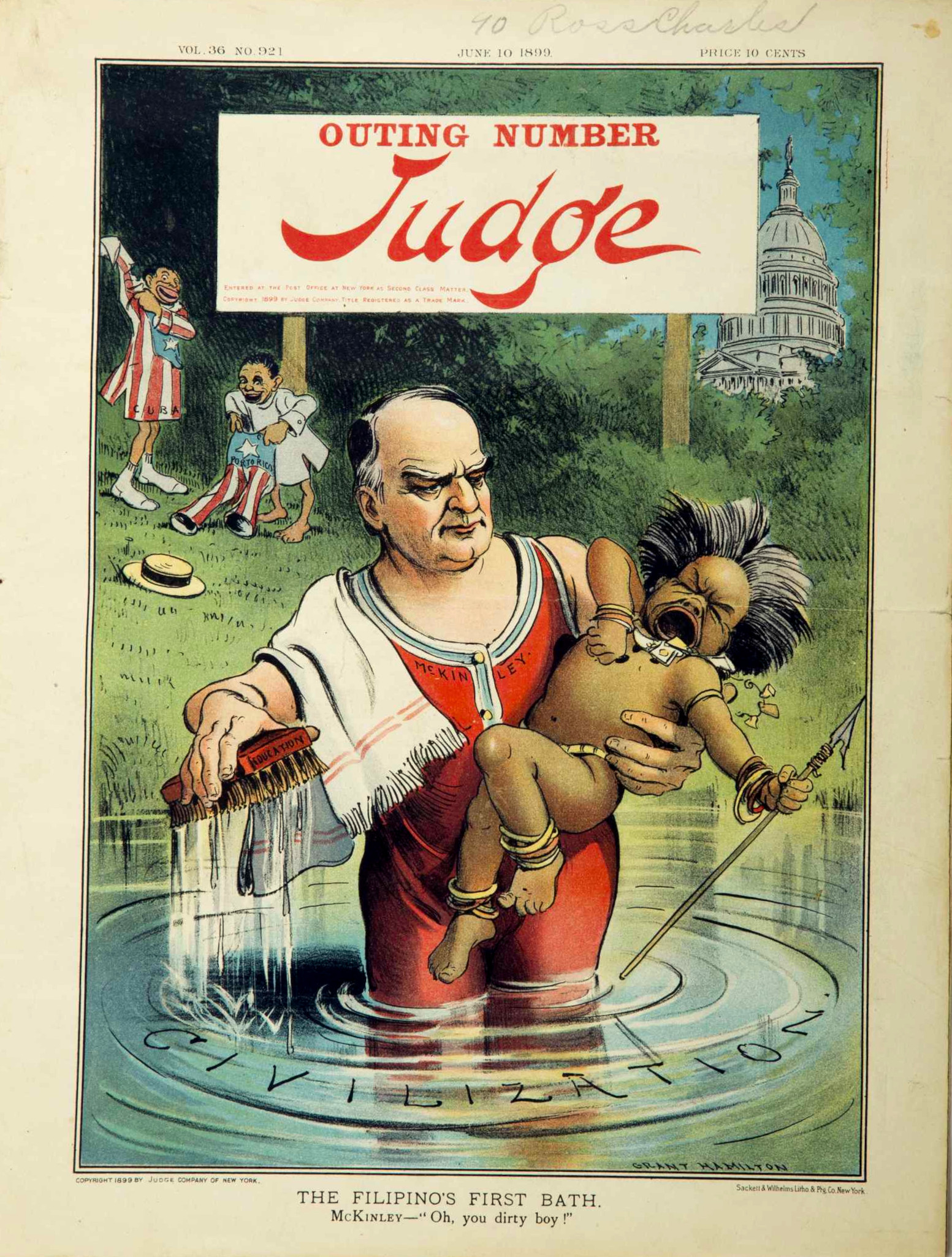
McKinley en 1899. Dessin de Grant Hamilton

Judge est un hebdomadaire américain satirique publié de 1881 à 1947. Il est créé en 1881 par des artistes travaillant auparavant pour Puck. Ses fondateurs sont le dessinateur James Albert Wales, l'éditeur de romans de gare Frank Tousey et l'auteur George H. Jessop. Le premier numéro paraît le 29 octobre 1881, alors que les États-Unis connaissent une grande dépression. Il est au format letter (215,9 mm × 279,4 mm). Les ventes, au début, sont bonnes mais le magazine a du mal à lutter contre son rival Puck. Cependant, au début du XXe siècle, il connaît le succès et ses ventes s'établissent dans les années 1920 à 100 000 exemplaires.
D'avril à août 1924, un des rédacteur du journal fut Harold Ross qui après avoir abandonné son poste fonda en 1925 The New Yorker. La concurrence de ce titre ainsi que la crise de 1929, met le magazine en difficulté et il devient mensuel en 1932 avant de s'éteindre en 1947.
En 1953, Judge est relancé dans un format de 32 pages hebdomadaires.